# La buhardilla
La buhardilla es una serie de televisión de Televisión Nacional de Chile realizada en 1997.

## Trama
Serie que narra la historia de cuatro jóvenes estudiantes de música que luchan por abrirse paso en el mundo artístico, y de su relación con un particular chico que tiene Síndrome de Down y que marcará sus vidas.
Ignacio (Felipe Braun), Martín (Paulo Meza), Nicolás (Pablo Schwartz) y Sebastián (Álvaro Morales Rojas), son estudiantes del Conservatorio de la Universidad de Chile, que tienen el gran sueño de conformar una banda de rock y alcanzar el estrellato. Con este propósito deciden vivir juntos y buscar un lugar apropiado para sus planes. A través de un aviso en el diario llegan al Castillo Lehuedé, el que ha sido habilitado como edificio de departamentos. Después de intensas conversaciones y rogativas convencen a la dueño del inmueble, para que les arriende el departamento del tercer piso o más conocido como "La Buhardilla".
En el primer piso de esta gran casa vive la dueña, Tsa Tsa (Coca Guazzini) una exintegrante del programa Música Libre, quien vive junto a su único hijo, Cristián (Cristián Gaete), un joven con Síndrome de Down. El departamento del segundo piso es ocupado por Anita (Amparo Noguera), una joven estudiante de teatro que verá en uno de los jóvenes músicos al amor de su vida.
La vida de este heterogéneo grupo de personas sufre un radical y positivo cambio con la llegada de los jóvenes músicos. La estrecha relación que se produce entre ellos, y especialmente con el joven Cristián, el que con su especial forma de vida, llena de cariño, amor, transparencia, exenta de violencia y con estricto apego a la verdad, dan nacimiento a historias llenas de emotividad. Historias en las que se presentará la vida de jóvenes de carne y hueso que sueñan, que aman, que sufren, que ríen y luchan por abrirse paso en el mundo con sueños, anhelos y esperanzas.

## Elenco
- Coca Guazzini como María del Sagrado Corazón de Jesús "Tsa Tsa"
- Cristián Gaete como Cristián
- Felipe Braun como Ignacio Jaramillo
- Paulo Meza como Martín
- Pablo Schwartz como Nicolás Van Vessel
- Álvaro Morales como Sebastián
- Amparo Noguera como Ana "Anita"
- Claudia Burr como Constanza Jaramillo "Cony"
- Aldo Parodi como Don Cucho Cepeda
- Francisco Melo como Felipe Siqueiros
- Ana Luz Figueroa como Estefanía
- Andrea Molina como Débora del Valle
- Luis Alarcón como José María
- Delfina Guzmán como Mercedes Covarrubias
- Rodolfo Pulgar como Coco
- Patricia Rivadeneira como Pancha

### Participaciones especiales
- Óscar Hernández como Marco
- Víctor Rojas como Manuel "Manolo"
- Álvaro Rudolphy como Aldo Galleani
- Ivette Zarhi como Claudia
- Maricarmen Arrigorriaga como María Teresa
- Carmen Disa Gutierrez como Silvana Mastrantonio
- Gonzalo Robles como Bilhem Van Dessel
- Jaime Davagnino como doctor
- Mario Montilles como sacerdote
- David Guzmán como el policía
- Samuel Guajardo como sacerdote

### Cameos
- Francisco Reyes
- Paulina Nin de Cardona
- Jorge Aedo

- Datos: Q5573793